# 심진구
심진구는 대한민국의 노동운동가다. 
1980년 2월 고등학교를 졸업하고 1984년 1월 군대를 제대한 뒤 독학으로 헤겔과 마르크스를 공부했다. 고졸이었지만 대학생들과 토론을 할 수 있을 정도로 지식이 깊었다. 1985년 구로공단의 삼립식품 공장에 취직하고 박영진 등과 함께 ‘구로독산지역 선진적 노동자회’라는 모임을 꾸렸고 노동 운동의 경험 활동 등을 정리해 〈한국사회 선진노동자의 임무〉 라는 문건을 저술했다.
1985년 11월부터 당시 서울대학교 법대생이었던 김영환과 함께 자취했다. 김영환은 1986년 2월 이사를 가면서 〈한국사회 선진노동자의 임무〉를 훔쳐갔고, 이것을 자신의 저서인 《강철서신》의 일부로 수록했다. 자신의 글이 도용당한 것을 안 심진구는 김영환에게 항의했지만 이미 《강철서신》은 운동권들 사이에 널리 유포된 뒤였다.
1986년 11월 결혼을 했고, 그로부터 한 달 뒤인 12월 10일, 먼저 잡혀간 김영환이 이름을 불면서 김영환의 윗선으로 지목되어 시흥동 대로변에서 국가안전기획부 요원들에게 체포, 남산분실로 연행되었다. 남산에서 정형근에게 37일간 고문을 당하고 허위자백을 하여 1987년 1월 15일 서울지방검찰청에 송치, 국가보안법 위반 혐의로 기소되었다. 재판 진행 중에 박종철 고문치사 사건이 일어나자 정권의 선전 도구로 이용당하기도 했다. 동년 4월 20일 징역 2년, 자격정지 2년, 집행유예 4년을 선고받고 항소를 포기하여 형이 확정되었다.
2010년 진실·화해를위한과거사정리위원회에 진실규명을 신청했고 진실위에서 재심사유에 해당한다는 결정을 내리자 재심을 신청했다. 2012년 재심에서 무죄를 선고받고 자신은 전향한 적이 없으며 노동운동에 참여했던 것을 후회하지 않으나, 김영환을 만났던 것은 후회한다는 소감을 밝혔다. 김영환은 자신은 심진구의 허락을 받고 〈한국사회 선진노동자의 임무〉를 《강철서신》에 수록했다고 주장했지만 심진구는 죽을 때까지 그 주장을 인정하지 않았다.